# Mnesipenthe obliquisignata
Mnesipenthe obliquisignata là một loài bướm đêm trong họ Geometridae.